# William Casey
William (Bill) Joseph Casey (New York, 13 maart 1913 – Roslyn Harbor, 6 mei 1987) was directeur van de Central Intelligence Agency (CIA) van 1981 tot 1987. 

## Biografie
Casey was geboren en getogen in een streng katholieke familie in de wijk Elmhurst in het New Yorkse stadsdeel Queens. In 1934 rondde hij studies af aan Fordham University. Hij werkte voor enkele opdrachten aan de Katholieke Universiteit van Amerika in Washington en behaalde in 1937 zijn LL.B. vlak bij huis aan de School of Law van de St. John's University.
Hij werd advocaat en actief aan de New Yorkse balie. Van 1938 tot 1942 was hij partner in het advocatenkantoor "Buckner, Casey, Doran and Siegel". In de Tweede Wereldoorlog werd hij actief van bij de oprichting in het Office of Strategic Services, de voorloper van de CIA. Hij werd er afdelingshoofd van de Secret Intelligence Branch in Europa. Formeel toegewezen aan de United States Naval Reserve zwaaide hij als luitenant, gedecoreerd met een Bronze Star af in december 1944, maar als burger bleef hij in actieve dienst voor de OSS tot de ontbinding van deze organisatie in september 1945.
Casey hervatte een carrière in zaken en juridische dienstverlening, gespecialiseerd in ondernemingsrecht. Hij werkte rond de tax shelter, doceerde van 1948 tot 1962 fiscaal recht aan de School of Law van de New York-universiteit. Van 1957 tot 1971 was hij verbonden aan Hall, Casey, Dickler & Howley, kantoor ondernemingsrecht. Als Republikein was hij kandidaat in 1966 voor de zetel van het 3e congresdistrict van New York voor het Amerikaans Congres. In de Republikeinse voorverkiezingen moest hij het evenwel afleggen tegen Republikeins tegenkandidaat Steven Derounian.
Tijdens de regering-Nixon was hij van 1971 tot 1973 voorzitter van de Securities and Exchange Commission.
Casey was de campagneleider voor Ronald Reagan tijdens diens succesvolle campagne bij de Amerikaanse presidentsverkiezingen 1980. Na de verkiezingen zelf was hij ook actief in het transitieteam in de aanloop naar het presidentschap van Reagan. Reagan beloonde hem nadien met een positie. Niet met Caseys volledige instemming werd hem de post van Director of Central Intelligence aangeboden, een van de posities die typisch na de inauguratie van een nieuwe president worden toegewezen. Casey accepteerde enkel de post nadat hij de verzekering kreeg dat hij een hand zou hebben in de vormgeving van de buitenlandse politiek van de regering-Reagan en niet enkel vanuit de CIA de leverancier zou zijn van data die deze politiek zou onderbouwen.
Reagan koos ook bewust voor Casey wegens diens uitgesproken katholiek profiel. Zo was een van Caseys opdrachten een regelmatige briefing van paus Johannes Paulus II over de Koude Oorlog tijdens geheime meetings in Vaticaanstad. Casey was onder meer ridder van de Orde van Malta.
Onder Casey's leiderschap werd de capaciteit van de inlichtingendiensten terug gevoelig opgedreven na een periode van afbouw onder de regering-Carter en werden ook een aantal beperkingen opgeheven die waren ingesteld na Watergate door de werking van het zogenaamde Church Committee.
Casey was een actieve sturende maar niet onbesproken kracht in de Iran-Contra-affaire. Vlak voor hij hierover voor het Congres zou moeten getuigen werd hij evenwel het slachtoffer van een beroerte. Hij zou in 1987 niet meer herstellen en uiteindelijk in mei 1987 met een hersentumor overlijden. Zijn begrafenis zou worden bijgewoond door president Ronald Reagan en de first lady. Hij werd reeds tijdens zijn ziekteperiode ad interim opgevolgd als directeur CIA door Robert Gates, en nadien door William H. Webster.
Casey was gehuwd en vader van een dochter.
- Bibliothèque nationale de France: cb121917897 (data)
- CiNii: DA04607610
- Gemeinsame Normdatei: 118870637
- International Standard Name Identifier: 0000 0001 0992 2325
- Library of Congress Control Number: n79068472
- National Archives and Records Administration: 10580798
- Bibliotheek van het Japanse parlement: 00435481
- Nationale Bibliotheek van Tsjechië: vse20241240546
- Nationale bibliotheek van Australië: 35026434
- Nationale Bibliotheek van Israël: 987007271071905171
- Nederlandse Thesaurus van Auteursnamen: 074131206
- Réseau des bibliothèques de Suisse occidentale: 02-A003081675
- SNAC: w6698v6v
- Système universitaire de documentation: 030519705
- Trove: 800044
- Virtual International Authority File: 79401729
- WorldCat: E39PBJjddRf4BwhKQ6xpmDhrbd